# Lotus (canción)
«Lotus» es una canción del grupo estadounidense R.E.M., es el segundo sencillo de su álbum Up lanzado en 1998. 

## Lista de reproducción del sencillo
Las canciones fueron escritas por Peter Buck, Mike Mills y Michael Stipe alvo las indicadas.
CD
1. "Lotus" - 4:31
2. "Surfing the Ganges" - 2:25
3. "Lotus" (Weird Mix) - 4:33

7" and cassette
1. "Lotus" - 4:31
2. "Surfing the Ganges" - 2:25

Japanese 3" CD
1. "Lotus" - 4:31
2. "Suspicion" (live in the studio)1 - 5:39

- Datos: Q2307230